# میس (ایندیانا)
میس (به انگلیسی: Mace) یک منطقهٔ مسکونی در ایالات متحده آمریکا است که در شهرستان مونتگومری، ایندیانا واقع شده‌است. میس ۲۵۶ متر بالاتر از سطح دریا واقع شده‌است.